# Los Hornos de Zaragoza
Los Hornos de Zaragoza är en ort i Mexiko.   Den ligger i kommunen Tehuitzingo och delstaten Puebla, i den sydöstra delen av landet, 150 km sydost om huvudstaden Mexico City. Los Hornos de Zaragoza ligger 1 177 meter över havet och antalet invånare är 383.
Terrängen runt Los Hornos de Zaragoza är huvudsakligen kuperad, men västerut är den platt. Runt Los Hornos de Zaragoza är det glesbefolkat, med 17 invånare per kvadratkilometer. Närmaste större samhälle är Santa Inés Ahuatempan, 19,0 km öster om Los Hornos de Zaragoza. I omgivningarna runt Los Hornos de Zaragoza växer huvudsakligen savannskog.